# Visco
Pour l'entreprise japonaise, voir Visco (entreprise).
Visco est une commune italienne de la province d'Udine, dans la région Frioul-Vénétie Julienne.

## Administration
| Période                                  | Période | Identité | Étiquette | Qualité |
| ---------------------------------------- | ------- | -------- | --------- | ------- |
|                                          |         |          |           |         |
| Les données manquantes sont à compléter. |         |          |           |         |

### Communes limitrophes
Aiello del Friuli, Bagnaria Arsa, Palmanova, San Vito al Torre

## Personnalités
- Pierre Bosco (1909-1993), artiste peintre né à Visco.